# George Joseph Bell
Pour les articles homonymes, voir George Bell et Bell.
George Joseph Bell, né le 20 mars 1770 Édimbourg et mort le 23 septembre 1843, est un théoricien du droit écossais.

## Biographie
George Joseph Bell est né le 20 mars 1770 à Édimbourg. Il est un frère de Sir Charles Bell. À l'âge de huit ans il entre à la high school. Il devient membre de la Faculté des avocats en 1791 et est l'un des amis de Francis Jeffrey. En 1804, il publie un Treatise on the Law of Bankruptcy (Traité sur le droit de la faillite) en Écosse qu'il développe et publie en 1826 sous le titre Commentaries on the Law of Scotland and on the principles of Mercantile Jurisprudence (Commentaires sur le droit de l'Écosse et sur les principes de la jurisprudence mercantile) : un travail institutionnel de très haute qualité qui et reconnu par des juristes éminents dont Joseph Story et James Kent. En 1821, il est élu professeur de droit de l'Écosse à l'université d'Édimbourg. Il est placé à la tête d'une commission en 1833 pour enquêter sur la loi sur la faillite écossaise. Il est mort le 23 septembre 1843.